# Elkhorn (Wisconsin)
Elkhorn è una città degli Stati Uniti d'America, situata in Wisconsin, nella Contea di Walworth, della quale è anche il capoluogo.